# Idaea miserata
Idaea miserata là một loài bướm đêm trong họ Geometridae.